# Флауер Хил (Њујорк)
Флауер Хил (енгл. Flower Hill) град је у америчкој савезној држави Њујорк.

## Демографија
По попису из 2010. године број становника је 4.665, што је 157 (3,5%) становника више него 2000. године.
| Група             | 2000.         | 2010.         |
| Белци             | 3.726 (82,7%) | 3.670 (78,7%) |
| Афроамериканци    | 47 (1,0%)     | 34 (0,7%)     |
| Азијати           | 465 (10,3%)   | 591 (12,7%)   |
| Хиспаноамериканци | 181 (4,0%)    | 271 (5,8%)    |
| Укупно            | 4.508         | 4.665         |